# Blaj
Blaj (udtalt: blaʒ; arkaisk stavet som Blaș; ungarsk: Balázsfalva; tysk: Blasendorf; Transsylvansk saksisk: Blußendref) er en by i distriktet Alba, Transsylvanien, Rumænien. Byen har 17.816 (2021) indbyggere.
Byen var det vigtigste religiøse og kulturelle centrum for Romanske græsk-katolske kirke i Transsylvanien.

## Historie
Blaj nævnes første gang i 1271 som Villa Herbordi, efter en grev Herbod. I 1313 overgik domænet til Herbods søn Blasius Cserei, og byen blev nævnt som Blasii. Den startede som en bygd for de tyve familier af tjenestefolk ved adelens hof, og den fik status som by den 19. maj 1737.
Blaj er det vigtigste religiøse og kulturelle center for græske katolikker i Transsylvanien. Den 27. oktober 1687 begynder historien om Romanske græsk-katolske kirke, efter at Østrig havde erobret Transsylvanien og fordrevet osmannerne, blev traktaten mellem Østrig og Transsylvanien også underskrevet i Blasendorf, hvorefter Transsylvanien blev betragtet som et selvstændigt fyrstedømme under Østrigs beskyttelse og gav afkald på Det Osmanniske Riges beskyttelse.